# میگرن چشمی
میگرن چشمی باعث از دست دادن بینایی برای مدت کمتر از یک ساعت در افراد می‌شود و این حالت معمولاً با سردرد همراه است. بعضی تحقیقات نشان می‌دهد که در بسیاری از موارد، نشانه‌های میگرن چشمی به دلیل وجود مشکلات دیگر می‌باشد.
بیماری میگرن چشمی در اثر اختلالات مغز و اعصاب و سردردهای شدید ایجاد می‌شود که در صورت درمان نکردن به موقع آن، این بیماری اثرات خود را در چشم نمایان می‌سازد.
در این نوع بیماری دید افراد در اثر میگرن کاهش پیدا می‌کند، به طوری که فرد محیط را همراه با جرقه‌های برقی می‌بیند. در اثر بیماری میگرن چشمی افراد در بعضی از مواقع با تاری دید روبرو می‌شوند که در این حالت چشم تحت تأثیر سردرد شدید و اختلالات مغزی قرار می‌گیرد و چنین عکس العملی را از خود نشان می‌دهد. بیماری میگرن چشمی هیچ ارتباط مستقیمی با اجزای چشم ندارد و این مسئله بیشتر به خاطر اختلالات مغزی بروز می‌کند. در بعضی مواقع در اثر میگرن چشمی افراد به‌طور موقت ممکن است بینایی خود را از دست دهند.

## علائم
علائم میگرن چشمی در اغلب موارد موقتی بوده و خیلی شدید نیستند، اما «میگرن شبکیهٔ چشم» می‌تواند باعث بروز دوره‌های موقت نابینایی کامل شود. این نوع میگرن فقط یک چشم را درگیر می‌کند. در صورت مشاهدهٔ چنین علائمی لازم است که حتماً به پزشک مراجعه کنید. سردرد در میگرن چشمی معمولاً تا ۷۲ ساعت طول می‌کشد. فرد دچار سردرد از موارد زیر رنج می‌برد:
- درد روی یک طرف سر تأثیر می‌گذارد.
- احساس درد در فرد گاهی متوسط و گاهی بسیار شدید است.
- هنگامی که فرد مشغول انجام فعالیت بدنی می‌گردد، درد شدیدتر می‌شود.
- حالت تهوع و استفراغ
- حساسیت غیرعادی به نور یا صدا
- علامت مهم و شاخص بیماری میگرن شبکیه، از دست دادن بینایی در یک چشم می‌باشد. میگرن مکرر موجب ایجاد مشکلات دید در نقاط کور در چشم فرد می‌شود.

## علل میگرن چشمی
عامل مشخصی برای ایجاد میگرن شبکیه وجود ندارد، اما برخی از عواملی که ابتلا به این بیماری را تشدید می‌کنند عبارتند از:
- گرفتگی در رگ‌های خونی شبکیه چشم
- تغییراتی که در سراسر سلول‌های عصبی شبکیه چشم ایجاد می‌شوند و گسترش می‌یابند.
- افرادی که به میگرن شبکیه مبتلا هستند، در معرض خطر از دست دادن بینایی اند. هنوز مشخص نشده‌است که استفاده از داروهای ضد افسردگی یا داروهای ضد تشنج می‌تواند در جلوگیری از ابتلای فرد به نابینایی دائمی مؤثر باشد یا خیر.

## تشخیص میگرن چشمی
برای تشخیص میگرن چشمی، پزشک دربارهٔ علائم ایجاد شده در این بیماری سوالاتی را از شما می‌پرسد. او با پرسیدن این سوالات سعی دارد تا علائم این بیماری را از سایر بیماری‌های مشابه تمییز دهد و به تشخیص قطعی برسد. مشکلاتی که ممکن است علائمی شبیه علائم میگرن شبکیه داشته باشند عبارتند از:
- نابینایی یک طرفه: این کوری موقت به دلیل عدم رسیدن جریان خون به چشم صورت می‌گیرد. علائم این بیماری به علت انسداد در عروق چشم ایجاد می‌شوند و در این حالت بینایی یک چشم به‌طور گذرا از دست می‌رود.
- گرفتگی و اسپاسم در عروقی که وظیفهٔ خون رسانی به شبکیه را دارند.
- آرتریت سلول ژانت: این بیماری باعث التهاب عروق خونی می‌شود. این اتفاق می‌تواند منجر به مشکلات بینایی و کوری شود.
- سایر مشکلات عروق خونی مرتبط با بیماری‌های خود ایمنی
- سوء مصرف مواد مخدر
- بیماری‌هایی که موجب لخته شدن غیرطبیعی خون می‌شوند. این بیماری‌ها عبارتند از: بیماری سلول داسی شکل و پلی سیتمی در بیماری سلول داسی، گلبول‌های قرمز به این شکل در می‌آیند و توانایی حمل اکسیژن را از دست می‌دهند.

## درمان میگرن چشمی
داروهای زیادی جهت درمان و پیشگیری از ابتلا به بیماری میگرن چشمی مورد استفاده قرار می‌گیرند. با این حال پزشکان به‌طور معمول داروهای زیر را جهت درمان این بیماری توصیه می‌کنند:
- آسپیرین
- داروهای مورد استفاده در درمان صرع، مانند والپوریک(والپروئکس سدیم) یا توپیرامات
- داروهای ضد افسردگی سه حلقه ای، مانند(آمی تریپتیلین) یا Pamelor(نورتریپتیلین)
- مسدود کننده‌های بتا